# Janez Oven
Janez Oven, slovenski poslovnež in politik, * 23. september 1941.
Med letoma 1997 in 2002 je bil član Državnega sveta Republike Slovenije.